# François-Auguste Gouin de Beauchêne
Ne doit pas être confondu avec François Gouin.
Pour les articles homonymes, voir Gouin et Beauchêne.
François Auguste Gouin de Beauchesne (ou de Beauchêne) sire de Langrolay  (Saint-Malo le 8 juillet 1659  inhumé à Saint-Malo  le 15 décembre 1727), est un armateur malouin, maire de Saint-Malo  de 1710 à 1712.

## Biographie
François Auguste est le fils de Jacques (I) Gouin de Beauchesne  (1620-1664) et  de Julienne Richomme dame des Vignes (1630-1668). Il est le frère cadet du navigateur Jacques Gouin de Beauchêne.
Négociant « sédentaire » à Saint-Malo il prend part à l'armement des navires de René Duguay-Trouin et est un des principaux financiers et bénéficiaires en 1711 de l'expédition de Rio de Janeiro. Il est désigné par ses pairs comme maire de Saint-Malo de 1710 à 1712. 
Il épouse à Saint-Malo le 31 décembre 1690 Françoise Boscher (morte en 1731) qui lui donne dix enfants cinq fils et cinq filles.

## Source
- André Lespagnol Messieurs de Saint Malo: une élite négociante au temps de Louis XIV Presses Universitaires de Rennes (1997) deux Tomes  (ISBN 2 86 847229 X) p. 851